# Sternocera iris
Sternocera iris es una especie de escarabajo del género Sternocera, familia Buprestidae. Fue descrita científicamente por Harold en 1878.

## Distribución geográfica
Habita en la región afrotropical.